# فانجيليس ساكيلاريو
فانجيليس ساكيلاريو (باليونانية: Βαγγέλης Σακελλαρίου)‏ مواليد 4 أغسطس 1989 في أثينا، هو لاعب كرة سلة يوناني. بدأ مسيرته الاحترافية في سنة 2007. يلعب كلاعب هجوم خلفي. يحمل الرقم 9. يبلغ طوله 6 قدم 4.75 بوصة (1.9 م). لعب مع إس إس فليتشي سكاندون في ليغا باسكيت الدرجة الأولى ونادي بانيونيس لكرة السلة في الدوري اليوناني لكرة السلة.

## روابط خارجية
- فانجيليس ساكيلاريو على موقع الاتحاد الدولي لكرة السلة (الإنجليزية)
- فانجيليس ساكيلاريو على موقع الدوري الأوروبي لكرة السلة (الإنجليزية)
- فانجيليس ساكيلاريو على موقع كرة السلة الأوروبية.كوم (الإنجليزية)
- فانجيليس ساكيلاريو على موقع DraftExpress.com (الإنجليزية)
- فانجيليس ساكيلاريو على موقع ريلجم (الإنجليزية)
- فانجيليس ساكيلاريو على موقع بروبوليرز (الإنجليزية)
- فانجيليس ساكيلاريو على موقع سبورتس رفرنس (الإنجليزية)